# Loewiola acroptilon
Loewiola acroptilon är en tvåvingeart som beskrevs av Marikovskij 1968. Loewiola acroptilon ingår i släktet Loewiola och familjen gallmyggor.
Artens utbredningsområde är Kazakstan. Inga underarter finns listade i Catalogue of Life.